# Four (album)
Pour les articles homonymes, voir Four (homonymie).
Albums de Bloc Party
Intimacy
(2008) Hymns
(2016)
Four est le quatrième album de Bloc Party. Sorti le 20 août 2012 aux États-Unis sur le label indépendant Frenchkiss Records.

## Chansons
1. So He Begins To Lie
2. 3x3
3. Octopus
4. Real Talk
5. Kettling
6. Day Four
7. Coliseum
8. V.A.L.I.S.
9. Team A
10. Truth
11. The Healing
12. We Are Not Good People

Plusieurs Titres Bonus sont également disponibles pour cet album :
- Mean et Leaf Skeleton dans la Deluxe Edition de Four
- Black Crown en achetant l'album sur iTunes
- Lean en se procurant Four via Amazon MP3